# بلوند (آلبوم فرانک اوشن)
بلوند (انگلیسی: Blonde) دومین آلبوم استودیویی فرانک اوشن خواننده آمریکایی است. این آلبوم در ۲۰ اوت ۲۰۱۶، به‌شکل انحصاری در آی‌تیونز استور و اپل میوزیک منتشر شد. پیش از آن آلبوم ویدیویی بی‌پایان در ۱۹ اوت منتشر شد. در این آلبوم آندره ۳۰۰۰، بیانسه، و کیم بورل و دیگران به‌عنوان آوازخوان مهمان حضور دارند. تهیه‌کنندگی آلبوم توسط خود اوشن، در کنار تعدادی از تهیه‌کنندگان برجسته موسیقی، از جمله جیمز بلیک، جان براین، فارل ویلیامز، و رستم باتمانقلیچ و دیگران انجام شد.
در سال ۲۰۱۳ اوشن تأیید کرد که دنبالهٔ Channel Orange یک آلبوم مفهومی دیگر خواهد بود. این آلبوم که در ابتدا با نام پسران گریه نمی‌کنند شناخته می‌شد و برای انتشار در ژوئیه ۲۰۱۵ برنامه‌ریزی شد، اما انتشار آن چندین بار با تأخیر مواجه شد و سوژه مورد انتظار رسانه‌ها بود. ضبط این آلبوم در طول سال‌های ۲۰۱۳ و ۲۰۱۶ در الکتریک لیدی استودیوز نیویورک و پس از مدتی سد نویسنده، در لندن در ابی رود استودیوز و استودیو ضبط هنسون لس آنجلس انجام شد. نسخهٔ فیزیکی آلبوم با مجله‌ای تحت عنوان پسران گریه نمی‌کنند همراه بود.
بلوند در مقایسه با نسخه‌های قبلی اوشن دارای صدایی انتزاعی و تجربی است که سبک‌هایی مانند آراندبی، پاپ، سول، آوانگارد، ایندی راک، الکترونیکا، سایکدلیک و هیپ هاپ را در خود جای داده است. اوشن همچنین به‌طور قابل توجهی از آوازهای تغییر گام صدا استفاده می‌کند. گفته می‌شود برایان ویلسون، رهبر دفاکتوی گروه بیچ بویز، تأثیری زیادی بر ساختار و هارمونی‌های آواز چندلایه آلبوم داشته است. از سوی دیگر، ریتم‌های گیتار و کیبورد در آلبوم آرام و مینیمال هستند. مضامین آلبوم به مردینگی و احساسات اوشن می‌پردازد و از موضوعاتی مانند تجربیات جنسی، دلشکستگی، فقدان، دوگانگی و ضربه روحی الهام گرفته شده است.
بلوند مورد تحسین قرار گرفت و منتقدان اشعار درون‌گرایانه اوشن و صداهای غیرمتعارف و پیشرو آلبوم را تحسین کردند. منتقدان همچنین آلبوم را بابت به چالش کشیدن قواعد موسیقی آراندبی و پاپ تحسین کردند. این آلبوم که توسط تک‌آهنگ آغازین آن «نایکیز» پشتیبانی شد، در چندین کشور از جمله ایالات متحده در صدر جدول فروش قرار گرفت. فروش هفته اول آن در ایالات متحده ۲۷۵٫۰۰۰ نسخه بود که ۲۳۲٫۰۰۰ نسخه از آن فروش خالص بود و از سوی انجمن صنعت ضبط آمریکا (RIAA) گواهی پلاتین دریافت کرد. نشریه تایم آن را بهترین آلبوم سال ۲۰۱۶ معرفی کرد. متاکریتیک آن را یکی از تحسین‌شده‌ترین آلبوم‌های سال از سوی نشریات موسیقی نامید. در سال ۲۰۲۰، پیچفورک آن را بهترین آلبوم دهه ۲۰۱۰ معرفی کرد و رولینگ استون آن را در رتبه ۷۹ فهرست به‌روزشده خود از ۵۰۰ آلبوم برتر تمام دوران قرار داد.